# El Laberinto de Neblina
El Laberinto de Neblina es el octavo álbum de estudio de la banda de punk rock argentina Expulsados, publicado en el año 2022 por la discográfica X El Cambio Records. Fue lanzado el 1 de octubre de 2022.

## Lista de canciones
Todas las canciones compuestas por Sebastián Expulsado. Las únicas que tienen su video son "Lejos de Olvidar" y "Baúl Vacío" 

| N.º   | Título                | Duración |  |
| 1.    | «Lejos de Olvidar»    | 3:05     |  |
| 2.    | «No sigas drogándome» | 3:05     |  |
| 3.    | «Pasemos la noche»    | 2:45     |  |
| 4.    | «Surf en Japón»       | 4:09     |  |
| 5.    | «Necesito esa Chica»  | 2:10     |  |
| 6.    | «Pensador de Bronce»  | 3:16     |  |
| 7.    | «Baúl Vacío»          | 2:17     |  |
| 8.    | «Desarmadero»         | 4:52     |  |
| 9.    | «Miedo a Marta»       | 2:07     |  |
| 10.   | «No Molestar»         | 3:12     |  |
| 11.   | «Muñeco de Trapo»     | 2:56     |  |
| 12.   | «Pánico en Mente»     | 3:51     |  |
| 13.   | «Scooby Doo»          | 2:44     |  |
| 14.   | «Pata de Conejo»      | 2:27     |  |
| 43:01 |                       |          |  |

## Créditos
Expulsados
- Sebastián Expulsado - Voz
- Nano Expulsado - Guitarra
- Alejandro Expulsado - Bajo
- Gabriel Expulsado - Batería